# Sierlijke honingeter
De sierlijke honingeter (Microptilotis cinereifrons) is een endemische vogel uit Nieuw-Guinea.

## Verspreiding en leefgebied
Het verspreidingsgebied van deze honingeter is het heuvelland aan de kust van zuidoostelijk Nieuw-Guinea tot in de provincie Milne Bay en de daarbij behorende eilanden. 

## Status
De grootte van de populatie is niet gekwantificeerd maar de soort wordt omschreven als vrij algemeen. Op de Rode lijst van de IUCN heeft deze soort de status niet bedreigd.